# Chickasaw Bluff

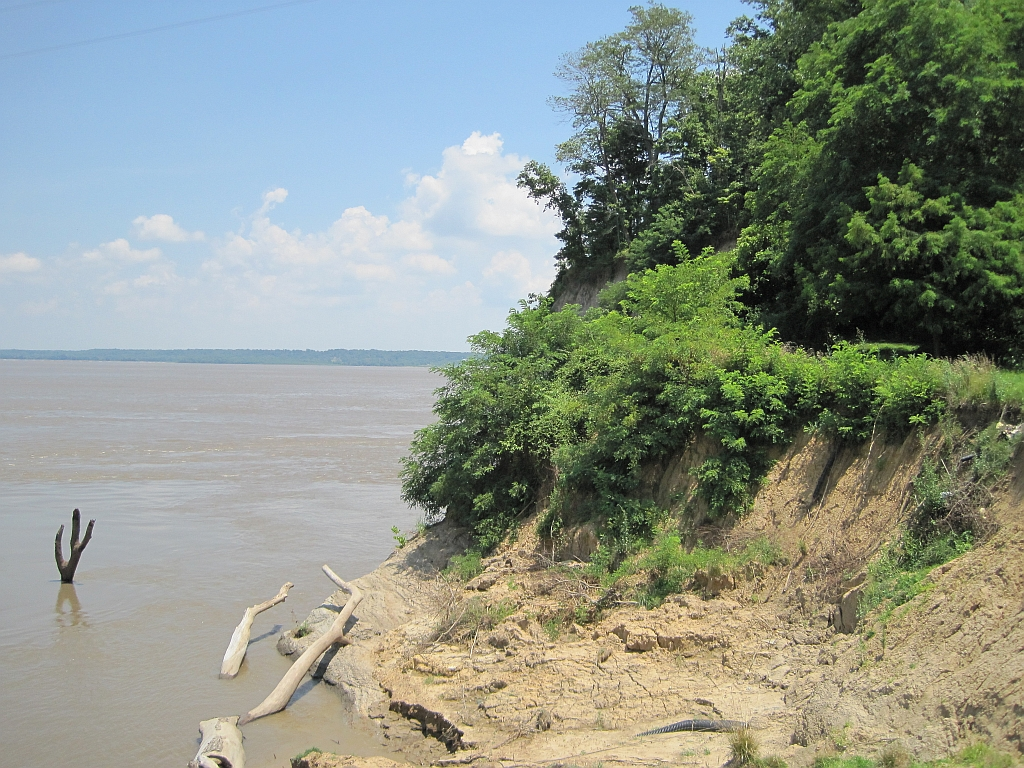
2e Chickasaw Bluff

Chickasaw Bluff (Falaise Chicacha) désigne l'ensemble des falaises qui dominent le fleuve Mississippi dans le cours moyen de son parcours, le long de l'État du Tennessee. 
Le Chickasaw Bluff est constitué de quatre lieux géographiques tous situés le long du fleuve Mississippi. Ils sont dénommés par un ordre numérique.
- Première falaise, dans le comté de Lauderdale ;
- Deuxième falaise, dans le comté de Tipton ;
- Troisième falaise, dans le Parc d'État de Meeman-Shelby Forest (Comté de Shelby) ;
- Quatrième falaise, dans la ville actuelle de Memphis (Comté de Shelby).

Chickasaw Bluff est un lieu géographique étroitement associé à l'histoire de la présence de la Nation des Chicachas (Chickasaw en anglais), qui donnèrent leur nom à ces falaises fluviales.
Dès le XVIIe siècle, les explorateurs français ainsi que les trappeurs et coureurs des bois canadiens-français arpentèrent cette région.
Afin de renforcer la présence française dans cette partie centrale de la Louisiane française, fut construit par l'explorateur Cavelier de La Salle un premier fort, le fort Prud'homme en 1682. Ce fortin en bois fut élevé sur la falaise de Chickasaw Bluff à la confluence du fleuve Mississippi et de la rivière à Margot.
Au XVIIIe siècle, fut construit un nouveau fort, le fort de l'Assomption, situé près de l'ancienne petite fortification. Ce nouveau fort pouvait accueillir 1200 soldats français et 2400 amérindiens.
Après la vente de la Louisiane française, par Napoléon Ier, aux États-Unis, une nouvelle ville se développa à côté de ces anciens forts français, la ville actuelle de Memphis. La ville considère d'ailleurs que les Forts Prud'homme et de l'Assomption furent à l'origine de la ville de Memphis.